# Colga (slak)
Colga is een geslacht van weekdieren uit de klasse van de Gastropoda (slakken).

## Soorten
- Colga minichevi Martynov & Baranets, 2002
- Colga pacifica (Bergh, 1894)
- Colga ramosa (Verrill & Emerton, 1881)
- Colga villosa (Odhner, 1907)